# بالتویی ووکه
بالتویی ووکه (به لهستانی: Biała Waka) در لیتوانی با جمعیت ۱٬۰۷۵ نفر است که در dzūkija واقع شده‌است.